# 粕谷義三
粕谷 義三（かすや ぎぞう、慶応2年8月15日（1866年9月23日）- 昭和5年（1930年）5月4日）は、明治から昭和期の政治家。号は竹堂。旧姓・橋本。

## 経歴
武蔵国入間郡上藤沢村（現在の埼玉県入間市）の地主・橋本要作の長男として生まれる。明治12年（1879年）に上京して漢学と洋学を修め、一時川越にあった郡役所の書記となるが、明治19年（1886年）にアメリカに留学、サンフランシスコで一時邦字新聞社に務めた後、ミシガン大学に入学、明治23年（1890年）に法学士を得て帰国して、自由新聞の主筆となる。翌年2月、同じ入間郡豊岡町の粕谷圭助の養子となり、翌月兄佳太郞の跡を相続。明治25年（1892年）に埼玉県会議員に当選して県会副議長を務め、明治31年（1896年）の第5回衆議院議員総選挙に埼玉県第2区から自由党候補として出馬して初当選、以後憲政会・立憲政友会に移りながら通算10回当選を果たした。入閣こそなかったものの、党の要職を歴任、大正9年（1920年）に衆議院副議長、次いで大正12年（1923年）に衆議院議長に就任した。名議長として定評があったが、昭和2年（1927年）の金融恐慌の影響で第52回議会が混乱状態となり、引責辞任した。また、扇町屋銀行頭取はじめ、蓬莱生命保険や武蔵野鉄道、黒須銀行、東上鉄道の役員を務めるなど、実業界でも名を残した。
昭和5年（1930年）、東京にて死去。墓所は入間市の長泉寺。

## 栄典
- 1921年（大正10年）7月1日 - 第一回国勢調査記念章[3]
- 1928年（昭和3年）11月10日 - 勲一等瑞宝章[4]

## 親族
- 小川順之助 - 長女の夫。大連市長。